# Nindorf (Rendsburg-Eckernförde)
Pour les articles homonymes, voir Nindorf.
Nindorf est une commune allemande du Schleswig-Holstein, située dans l'arrondissement de Rendsburg-Eckernförde (Kreis Rendsburg-Eckernförde), à 20 kilomètres au nord-ouest de la ville de Neumünster. Nindorf est l'une des 30 communes de l'Amt Mittelholstein (« Moyen-Holstein ») dont le siège est à Hohenwestedt.